# Moḩammadābād-e Deh Gārī
Moḩammadābād-e Deh Gārī (persiska: Moḩammadābād-e Deh Gāvī, محمد آباد ده گاری, Mohammad Ābād) är en ort i Iran.   Den ligger i provinsen Kerman, i den sydöstra delen av landet, 1 100 km sydost om huvudstaden Teheran. Moḩammadābād-e Deh Gārī ligger 567 meter över havet och antalet invånare är 619.
Terrängen runt Moḩammadābād-e Deh Gārī är platt, och sluttar brant österut. Runt Moḩammadābād-e Deh Gārī är det glesbefolkat, med 14 invånare per kvadratkilometer. Närmaste större samhälle är Bambūyān, 18,5 km sydväst om Moḩammadābād-e Deh Gārī. Trakten runt Moḩammadābād-e Deh Gārī är ofruktbar med lite eller ingen växtlighet.